# L'Obstinée
L'Obstinée était une loge maçonnique créée dans l'Oflag X-D, un camp de prisonniers de guerre allemand pendant la Seconde Guerre mondiale. Avec les loges Liberté chérie et les Frères captifs d'Allach ce fut l'une des très rares loges créées dans un camp de concentration ou un camp de prisonniers nazis.
La loge fut créée par un membre du Grand Orient de Belgique, Jean Rey, futur président de la Commission européenne (commission Jean Rey). Le Grand Orient de Belgique la reconnut le 14 juillet 1946.